# Buellia talcophila
Buellia talcophila är en lavart som först beskrevs av Erik Acharius, och fick sitt nu gällande namn av Körb. 1855. Buellia talcophila ingår i släktet Buellia och familjen Caliciaceae.   Inga underarter finns listade i Catalogue of Life.
I den svenska databasen Dyntaxa används istället namnet Karschia talcophila för samma taxon.  Arten är reproducerande i Sverige.